# Bazentin
Bazentin là một thị trấn ở tỉnh Somme trong vùng Hauts-de-France, Pháp.

## Địa lý
Thị trấn này tọa lạc giữa Amiens về phía tây nam và Arras về phía bắc, trên đường D73.

## Dân số
| 1962                                                           | 1968 | 1975 | 1982 | 1990 | 1999 |
| -------------------------------------------------------------- | ---- | ---- | ---- | ---- | ---- |
| 98                                                             | 114  | 82   | 74   | 70   | 77   |
| Số liệu điều tra dân số từ năm 1962, dân số không tính hai lần |      |      |      |      |      |

## Nhân vật nổi bật
- Nơi sinh của Jean-Baptiste Lamarck, 1 tháng 8 năm 1744